# Mastomys shortridgei
Mastomys shortridgei је врста глодара из породице мишева (лат. Muridae).

## Распрострањење
Врста има станиште у Анголи, Боцвани и Намибији.

## Станиште
Врста Mastomys shortridgei има станиште на копну.

## Угроженост
Ова врста није угрожена, и наведена је као последња брига јер има широко распрострањење.

### Популациони тренд
Популација ове врсте је стабилна, судећи по доступним подацима.